# Matthias Baader Holst
Matthias BAADER Holst (eigentlich: Matthias Holst) (* 17. Mai 1962 in Quedlinburg; † 30. Juni 1990 in Berlin) war ein deutscher Schriftsteller. Er legte sich nach Andreas Baader und dem Berliner Dadaisten Johannes Baader den Namen BAADER zu, den er stets in Versalien schrieb.

## Leben
In Halle absolvierte Holst, Sohn eines Englisch-Dozenten an der jetzigen Hochschule Merseburg (FH) und einer Verwaltungsleiterin am dortigen Sport-Institut, eine Lehre als Bauarbeiter, nachdem er die Erweiterte Oberschule verlassen hatte. Später wurde er Bibliothekar in Halle. Ab 1984 hielt er Lesungen und Aktionen mit Peter Winzer und Heiko Beige ab. 1988 folgte der Umzug nach Berlin und ab dann nahm er an künstlerischen Aktionen mit Peter Wawerzinek teil. Nebenher agierte er als Sänger und Texter in den Musikgruppen „Die letzten Recken“ und „Frigitte Hodenhorst Mundschenk“. In der letztgenannten Formation musizierte er ab 1989 unter anderem zusammen mit dem damaligen Feeling-B-Keyboarder und heutigen Rammstein-Musiker Christian „Flake“ Lorenz.
Holst wurde am 23. Juni 1990 an der Ecke Oranienburger Straße – Friedrichstraße in Berlin von einer Straßenbahn angefahren und erlag eine Woche später seinen Verletzungen.

## Werke

### Gedichte
- zwischen bunt und bestialisch: all die toten albanier meines surfbretts (1990, Hasen-Verlag, Halle 4°, 62 Seiten, 1 montiertes Fotoporträt, 25 ganzseitige Siebdrucke von Moritz Götze). Gedruckt in 200 vom Dichter und Künstler signierten Exemplaren.
- traurig wie hans moser im sperma weinholds (1990, Produzenten-Verlag Berlin), ISBN 3-910165-00-1
- koitusbonzen rotzen (1990, Hinkelstein Press Berlin)
- Oktober 1989 (Wider den Schlaf der Vernunft). (1990, Elefanten-Press), ISBN 3-88520-344-8
- koitusbonzen rotzen / zwischen bunt und bestialisch: all die toten albanier meines surfbretts (1992, Maas Verlag), ISBN 3-929010-02-X
- …/ henke mich nirwana-lamm!!!! (1994, Galerie Alter Markt Halle/S.)
- amselzwang. Texte Zeichnungen Erinnerungen (1996, Edition POESIE SCHMECKT GUT, Jena, 100 nummerierte Exemplare)
- miss marple erinnerungen aus der einzelhaft unter dem einfluß von heilerde (Reproduktion des originalgraphischen Künstlerbuches, das der Autor 1989 zusammen mit Jörg Herold herstellte; in: Krachkultur 12/2008)
- hinter mauern lauern wir auf uns. Drei Textsammlungen und verstreute Texte aus den inoffiziellen und offiziellen Publikationen bis 1990, hrsg. von Tom Riebe (2010, Hasenverlag Halle/S.), ISBN 978-3-939468-51-6
- "Matthias" BAADER Holst. Versensporn – Heft für lyrische Reize Nr. 2, Edition POESIE SCHMECKT GUT, Jena. 2011. 100 Exemplare.

### Sonstiges
- Briefe an die Jugend im Jahre 2017 (1991, Warnke & Maas), Video, 45 Minuten, 2 Siebdrucke auf Videohülle
- Matthias BAADER Holst (1992, Hasen Verlag, Hrsg. v. Moritz Götze) LP, 45 Minuten, A-Seite mit Peter Wawerzinek, B-Seite mit Heinz Havemeister(g)+ Bernd Fraedrich(dr, bg), Cover im Siebdruck von Moritz Götze, 12 seitiges beiliegendes s/w booklet mit Texten und BAADER-Foto im Siebdruck
- SINNwracks (1997, Maas Verlag) CD-ROM mit Zeichnungen, Texten, Ton- und Videodokumenten, ISBN 3-929010-55-0